# Richard Rimbert
Pour les articles homonymes, voir Rimbert.
Richard Rimbert est un clarinettiste français. Il est clarinette solo à l'Orchestre National Bordeaux Aquitaine. Outre son travail de concertiste et ses enregistrements, il donne des cours, principalement au conservatoire de Bordeaux.

## Biographie
Formé par Jean Saint-Jours, Richard Rimbert étudie avec Yves Didier à Bordeaux puis poursuit ses études avec Guy Deplus au Conservatoire de Paris. Il remporte le Premier prix du Conservatoire National Supérieur de Paris et est récompensé au prestigieux  Concours international de musique de l'ARD à Munich (3e Prix).
Débute alors sa carrière à l'orchestre d’harmonie de la Garde républicaine. Sous la baguette d'Alain Lombard, il devient clarinette solo de l’Orchestre national Bordeaux Aquitaine. Participant aux formations solistes de l’ONBA, il est également professeur principal de clarinette au CRR de Bordeaux, et mène une action régionale de développement de la clarinette sur le territoire Aquitain en tant que président de l’AAC (Association Aquitaine des Clarinettistes). Richard Rimbert est également le clarinettiste du groupe de musique klezmer Meshouge Klezmer Band, avec lequel il se produit lors de tournées dans toute la France.
Héritier de la tradition de l'école française de clarinette, Richard Rimbert est invité à enseigner lors de grands stages d'été  et festivals, et il est reconnu au Japon où il se rend régulièrement pour donner des master-classes.
En 2013, Richard Rimbert a été nommé professeur de clarinette au nouveau Pôle Supérieur d'Aquitaine aux côtés de Philippe Cuper, en plus de son poste de professeur principal au CRR de Bordeaux et de clarinette solo à l'Orchestre National Bordeaux-Aquitaine.

## Collaborations et enregistrements
Richard Rimbert se produit en concert en compagnie des plus grands, notamment en interprétant le Lied de Schubert Le pâtre sur le rocher avec la soprano Margaret Price, Golem sous la baguette de Hans Graf, le Quintette en si mineur de Brahms avec le Quatuor Pražák, en trio avec l’altiste Iouri Bachmet et dans le Concerto d’A. Copland en compagnie de Michel Portal (parrain de sa classe au Conservatoire de Bordeaux). Il a aussi créé à Londres "Atlantic Trio" de Joan Albert Amargós avec le violoniste Stéphane Rougier et le pianiste Hervé N’Kaoua. Il est également un fervent défenseur de l’œuvre de Christian Lauba dont il a assuré la création mondiale de "Rituels" pour clarinette solo (Paris, Genève, Londres, Munich, Porto, Casablanca, Buenos-Aires et Tokyo)…
Outre les enregistrements qu'il a effectués en tant que clarinette solo de l'ONBA, il est l'interprète en tant que soliste des enregistrements d'Atlantic Trio de  Joan Albert Amargós, de Contrastes (Bartók), de L'Histoire du soldat (Stravinsky), de Meshouge Klezmer Band.